# Hugh Mitchell
Hugh William Mitchell (ur. 7 września 1989 w Winchesterze) – brytyjski aktor dziecięcy, znany przede wszystkim z roli Colina Creeveya w filmie Harry Potter i Komnata Tajemnic.

## Filmografia
- 2006 Kod da Vinci jako Młody Sylas
- 2005 Beneath the Skin jako Josh
- 2003 Krwawy tyran - Henryk VIII jako książę Edward
- 2003 Wondrous Oblivion jako Hargreaves
- 2003 Stan umysłu jako Adam Watson
- 2002 Harry Potter i Komnata Tajemnic jako Colin Creevey
- 2002 Nicholas Nickleby jako Nicholas Nickleby